# محمد توصیف احمد
محمد توصیف احمد (انگلیسی: Muhammad Tauseef Ahmed; ۲ آوریل ۱۹۹۲ – ۲۷ فوریهٔ ۲۰۱۷) بازیکن فوتبال اهل پاکستان بود.
وی همچنین در تیم‌های ملی فوتبال زیر ۲۳ سال پاکستان و پاکستان بازی کرده است.